# 58440 Zdeněkstuchlík
58440 Zdeněkstuchlík è un asteroide della fascia principale. Scoperto nel 1996, presenta un'orbita caratterizzata da un semiasse maggiore pari a 2,7811622 au e da un'eccentricità di 0,1614084, inclinata di 9,16044° rispetto all'eclittica.
L'asteroide è dedicato all'astrofisico ceco Zdeněk Stuchlík.